# Eva Lumbre
Eva Lumbre es un grupo de rock mexicano originario de Zapopan, Jalisco sus estilos oscilan entre el rock, punk, hard house.

## Historia
Eva Lumbre. Banda de rock mexicano que refleja en su nombre un concepto: a partir del mito en el que se menciona que el paraíso se perdió por culpa de Eva, proponen un nuevo prototipo de mujer: Eva Lumbre, la incendiaria, la que reivindica el papel de la mujer en este nuevo siglo. Cada mujer que trabaja por acabar con el estereotipo, que maneja una empresa, que se defiende de los abusos, que se sube al escenario, que está en algún lugar luchando por una raza humana real, es Eva Lumbre.
Eva Lumbre, banda de Zapopan, Jalisco, México actualmente celebra sus 8 años de existencia. Fue formada en diciembre de 1998 como respuesta a una inquietud de sus fundadores, Pepe Rodríguez y Gisela Sánchez (anteriormente músicos de las agrupaciones Omniblues y Alcohol).
Desde sus inicios, han apoyado diferentes movimientos culturales y sociales, ya que su propuesta lírica nunca ha sido desperdiciada en cada una de sus canciones, al contrario, han mantenido un espíritu contestatario suavizado solamente por el humor sarcástico de sus composiciones, mismas que lograron colocar en el gusto del público de su ciudad. Han sido parte de movimientos como el de Igualdad de Oportunidades para la Mujer y el Hombre, la Marcha Gay a favor de la Tolerancia, el movimiento underground de rock, fundado por ellos mismos, denominado Rock en la Banqueta, además de haber tocado gratis en diferentes espacios de la ciudad, siempre enfocados en trascender la relación artista-público para involucrarlos en el entorno social a través de llevar su música a escenarios poco convencionales, como plazas públicas, escuelas, cárceles y hasta huelgas de obreros o marchas pacíficas.
Sus estrategias promocionales les llevaron a grabar un EP con siete temas titulado El Morbo, mismo que regalaban a las afueras de los centros universitarios y puntos de reunión de jóvenes, lo cual funcionó, ya que lograron gracias a la gente, colocar un par de sencillos en la radio y muchas invitaciones para tocar en foros profesionales.
Han compartido escenarios con muchísimos grupos nacionales como Panteón Rococó, Sekta Core, La Castañeda, Elefante, Genitálica, entre muchos más.
Esta banda mantiene firme su convicción de que la letra de las canciones debe aportar algo; sobre todo en estos tiempos en que las disqueras la apuestan al rock fácil enfocado a los adolescentes y en que ha perdido su espíritu propositito y contestatario.
Eva Lumbre, integrado por Gisela (voz), Pepe (Guitarra), Beba ( voz) Hernán (Batería) y Jorge (bajo), ostenta el eclecticismo en su estilo musical, tomando como base el rock en sus géneros hard, punk, reggae, latino, surf y electrónico. Todo esto con el fin de ejercitar y experimentar el amplio mundo de la música.
Revistas especializadas como La Mosca y Rolling Stone de México, además de diarios locales y nacionales han recibido bien a Eva Lumbre desde "Drogavisión", su primer disco, a pesar de que su anterior disquera no hizo esfuerzo alguno por apoyarlos con difusión ni distribución, por lo que su trabajo hasta el momento había sido totalmente independiente. Hoy en día su segundo disco de estudio titulado "Co&Co!" se encuentra en etapa de distribución y se espera que próximamente de más de qué hablar.
Tras la inactividad del grupo en la actualidad, su página de Facebook se dedica a tener lives con uno de los integrantes sobre temas paranormales (incluyendo teorías de conspiración surgidas de la extrema derecha e ideologías afines a la derecha antifeminista).  

## Integrantes
En un principio, estuvieron en la banda mayormente mujeres y, como en cada proyecto, las necesidades personales fueron conformando la alineación actual: Pepe (guitarra), Gisela (voz), Beba (voz) , Hernán (batería) y Jorge (Bajo).

Las primeras alineaciones incluyeron en diferentes etapas a las bateristas Yesika Hurtado,Pina Mora y Karla; las bajistas Malena Zamora y Laura Castellaro, la percusionista Paulina; la teclista Raquel Quintero; la Corista Gina Villar; las guitarristas Artemisa, Adriana Montero y Carmen Reyes y la vocalista Aída Hurtado.
Hoy podemos decir que Eva Lumbre se nutre de músicos y amigos invitados que aportan sus personales toques y experiencia para que el sonido de esta banda siga expandiéndose.

## Discografía
Drogavisión
2005. Independiente.
Los críticos de rock le definieron como un excelente disco a pesar del mal trato que el grupo recibió por parte de su ex-disquera, misma que no vale la pena mencionar.
Co&Co!
2007. Iguana Records.
Actualmente distribuido nacionalmente. Originalmente iba a ser un EP con 7 temas, pero la escasa difusión de su anterior trabajo hizo que su nueva disquera lespidiera cuatro temas de su anterior producción, por lo que se convirtió automáticamente en LP.
Nuevas exploraciones sonoras y estilísticas en las que se adentraron en texturas dance y electrónicas sin perder el toque lírico característico en el que las historias y el sarcasmo siguen presentes.

## Videos
Eva Lumbre cuenta con tres videos: Flores, flores, Nido de Ratas y Se Moja, mariana marihuana